# Arabinose
Arabinose é uma aldopentose;  um monossacarídeo  constituído por cinco átomos de carbono (pentose) e com um grupo funcional aldeído (CHO).
Devido à biossíntese, a maioria dos sacarideos de ocorrência natural tem a conformação "D-", sendo estruturalmente análogos ao D-gliceraldeído. No entanto, a L-arabinose é mais abundante que a D-arabinose na natureza, e pode ser encontrada na composição de alguns biopolímeros, tais como a hemicelulose ou a pectina.

## Isomerismo
L-arabinose tem a mesma configuração no seu penúltimo carbono que L-gliceraldeído.